# 奥焦纳和圣斯特凡诺
奥焦纳和圣斯特凡诺（義大利語：Oggiona con Santo Stefano），是意大利瓦雷泽省的一个市镇。总面积2平方公里，人口4334人，人口密度2167.0人/平方公里（2009年）。国家统计（ISTAT）代码为012107。